# Communauté de communes Plaines et Monts de France
La Communauté de communes Plaines et Monts de France (CCPMF) est une communauté de communes française, située dans le département de Seine-et-Marne en région Île-de-France.

## Historique
Dans le cadre des prévisions du schéma départemental de coopération intercommunale (SDCI)  arrêté le 22 décembre 2011 et modifié par les commissions départementales de la coopération intercommunale (CDCI) de mars et novembre 2012,  a été créée la Communauté de communes Plaines et Monts de France le 1er juin 2013,.  
Elle est issue de la réunion : 
- des 12 communes de l'ex-communauté de communes du Pays de la Goële et du Multien,
- des 8 communes de l'ex-communauté de communes de la plaine de France
- des 13 communes de l'ex-CC des Portes de la Brie

auxquelles s'est ajoutée la commune de Le Pin.
Au regroupement des 34 communes d'origine s'ajoutèrent Compans, Mitry-Mory et Villeparisis le 1er janvier 2014. 
Toutefois, à la suite de l'adoption de la loi portant nouvelle organisation territoriale de la République (Loi NOTRe) du 7 août 2015 et compte tenu de la création de la métropole du Grand Paris, le schéma régional de coopération territoriale (SRCI) arrêté par le Préfet de la région Île-de-France le 4 mars 2015, puis amendé par la commission régionale de la coopération intercommunale, prévoyait la  création d'une importante intercommunalité autour de la zone aéroportuaire de Roissy, provenant de la fusion de deux communautés d’agglomération du Val-d’Oise ainsi que du rattachement de 17 des communes de CCPMF. 
La création de cette structure intercommunale s'étendant sur le Val-d'Oise et la Seine-et-Marne est faite à la satisfaction de certaines communes, mais malgré l'opposition notamment de la communauté de communes Plaines et Monts de France, de ses communes membres ainsi que du conseil général du département de Seine-et-Marne, d'une part, et des communes d’Arnouville et de Garges-lès-Gonesse, qui décident de saisir le Tribunal administratif de Cergy-Pontoise pour faire annuler l'arrêté préfectoral, notamment au titre d'une question prioritaire de constitutionnalité (QPC). L'opposition de la Seine-et-Marne est notamment liée au fait que ce sont les 17 communes les plus riches de  Plaines et Monts de France qui sont absorbées par Roissy Pays de France, dans le Val-d’Oise...
Le Tribunal administratif de Paris a, quant à lui, suspendu le 6 janvier 2016, à la demande des communes de Garges-lès-Gonesse (Val-d’Oise) et de Dammartin-en-Goële (Seine-et-Marne), l'arrêté du préfet de la région Île-de-France fixant le nombre de délégués de chaque commune dans le conseil communautaire. Là également, les demandeurs soutenaient une QPC sur l'inconstitutionnalité éventuelle d'une perte par des conseillers communautaires élus au suffrage universel de leur mandat avant la fin de ce mandat . Cette ordonnance de référé a été annulée par le Conseil d’État le 10 février 2016, qui a jugé qu'il n'y avait pas lieu de transmettre la QPC au Conseil constitutionnel,.
Cette intercommunalité interdépartementale, qui a pris la dénomination de communauté d'agglomération Roissy Pays de France, a donc amputé le 1er janvier 2016 la CCPMF des communes de Claye-Souilly, Compans, Dammartin-en-Goële, Gressy, Juilly, Le Mesnil-Amelot, Longperrier, Mauregard, Mitry-Mory, Moussy-le-Neuf, Moussy-le-Vieux, Othis, Rouvres, Saint-Mard, Thieux, Villeneuve-sous-Dammartin et Villeparisis.

## Territoire communautaire

### Composition
En 2023, la communauté de communes est composée des 20 communes suivantes :

| Nom                 | Code Insee | Gentilé             | Superficie (km2) | Population (dernière pop. légale) | Densité (hab./km2) |
| ------------------- | ---------- | ------------------- | ---------------- | --------------------------------- | ------------------ |
| Annet-sur-Marne     | 77005      | Annetois            | 13,19            | 3 329 (2022)                      | 252                |
| Charmentray         | 77094      | Carmentraciens      | 4,67             | 294 (2022)                        | 63                 |
| Charny              | 77095      | Charnicois          | 12,54            | 1 584 (2022)                      | 126                |
| Cuisy               | 77150      | Cusaciens           | 3,33             | 471 (2022)                        | 141                |
| Fresnes-sur-Marne   | 77196      | Fresnois            | 7,46             | 947 (2022)                        | 127                |
| Iverny              | 77233      | Ivernais            | 1,76             | 610 (2022)                        | 347                |
| Marchémoret         | 77273      | Marchois            | 7,04             | 614 (2022)                        | 87                 |
| Messy               | 77292      | Messiens            | 10,32            | 1 204 (2022)                      | 117                |
| Montgé-en-Goële     | 77308      | Montgéens           | 11,56            | 724 (2022)                        | 63                 |
| Nantouillet         | 77332      | Nantolétains        | 5,15             | 303 (2022)                        | 59                 |
| Oissery             | 77344      | Ostéraciens         | 15,17            | 2 488 (2022)                      | 164                |
| Le Pin              | 77363      | Pinois              | 6,7              | 1 528 (2022)                      | 228                |
| Le Plessis-aux-Bois | 77364      | Plessisboisiens     | 3,41             | 255 (2022)                        | 75                 |
| Le Plessis-l'Évêque | 77366      | Plessis-Épiscopiens | 3,53             | 291 (2022)                        | 82                 |
| Précy-sur-Marne     | 77376      | Précyens            | 4,81             | 760 (2022)                        | 158                |
| Saint-Mesmes        | 77427      | Saint-Mesmins       | 7,69             | 596 (2022)                        | 78                 |
| Saint-Pathus        | 77430      | Saint-Pathusiens    | 5,36             | 6 478 (2022)                      | 1 209              |
| Villeroy            | 77515      | Villarétois         | 5,71             | 692 (2022)                        | 121                |
| Villevaudé          | 77517      | Villevaudéens       | 9,98             | 2 114 (2022)                      | 212                |
| Vinantes            | 77525      | Vinantais           | 5,27             | 380 (2022)                        | 72                 |

### Démographie
| 1968  | 1975  | 1982   | 1990   | 1999   | 2009   | 2014   | 2020   |
| ----- | ----- | ------ | ------ | ------ | ------ | ------ | ------ |
| 7 061 | 9 266 | 11 940 | 16 347 | 18 559 | 22 368 | 23 839 | 25 413 |

## Organisation

### Siège
L'intercommunalité a conservé son siège à Dammartin-en-Goële, 6, rue du Général de Gaulle, alors que cette commune ne fait plus partie de PMF. 

### Élus
La communauté de communes est administrée par son conseil communautaire, composé, depuis le 1er janvier 2016 et jusqu'à la fin de la mandat 2014-2020, de 23 délégués répartis sensiblement en fonction de la population des communes membres, soit : 

- 3 délégués pour Saint-Pathus ;

- 2 délégués pour Annet-sur Marne ;

- 1 délégué et son représentant pour les autres communes, villages et bourgs de moins de 3 000 habitants.
Au terme des élections municipales de 2020 en Seine-et-Marne, le conseil communautaire renouvelé a réélu le 9 juillet 2020 son président, Jean-Louis Durand, maire de de Marchémoret, et désigné  sess hui vice-présidents, qui sont : 
1. Jean-Benoît Pinturier, maire de Saint-Pathus, chargé de la petite enfance ;
2. Yannick Urbaniak, maire de Nantouillet, chargé de l'assainissement ;
3. Pascal Hiraux, maire de Montgé-en-Goële, chargé des finances ;
4. Xavier Ferreira, maire de Charny, chargé du développement économique ;
5. Alfred Stadler, maire de Saint-Mesmes, chargé de l'environnement ;
6. Lydie Wallez, maire du Pin, chargée de la communication et des services d'aide à la population ;
7. Jean Lefort, maire de Fresnes-sur-Marne, chargé de la GEMAPI ;
8. Jean-Lou Szyszka,  maire de Messy, chargé des Gens du voyage.

Ensemble, ils forment le bureau de l'intercommunalité pour la mandature 2020-2026.

### Liste des présidents
| Période      | Période                        | Identité          | Étiquette | Qualité |
| ------------ | ------------------------------ | ----------------- | --------- | --- |
| juin 2013    | décembre 2015                  | Bernard Rigault,  | DVD       | Ingénieur méthodes en retraite Maire de Moussy-le-Neuf (1983 → ) Président de la CC du Pays de la Goële et du Multien ( ? → 2012) |
| février 2016 | En cours (au 13 novembre 2023) | Jean-Louis Durand | LR        | Maire de Marchémoret (2008 → ) Réélu pour le mandat 2020-2026                                                                     |

### Compétences
L'intercommunalité exerce les compétences qui lui ont été transférées par les communes membres, dans les conditions déterminées par le code général des collectivités territoriales. 
Il s'agit notamment le développement économique et l'emploi, la petite enfance, la collecte et le traitement des déchets, l'assainissement et l'eau potable.
Pour l'exercice de ses compétences, la communauté emploie 150 agents[Quand ?] (au regard de l'ancien périmètre à 37 communes, ce nombre pourrait évoluer).
L'une des compétences relatives au développement local est le Cybercentre. Le Cybercentre est un EPN (Espace Public Numérique) dont le but est de favoriser l'accès et l'appropriation des Technologies de l'Information et de la Communication, de l'internet et du multimédia. 

### Régime fiscal et budget
La Communauté de communes est un établissement public de coopération intercommunale à fiscalité propre.
Afin de financer l'exercice de ses compétences, l'intercommunalité perçoit la fiscalité professionnelle unique (FPU) – qui a succédé à la taxe professionnelle unique (TPU) – et assure une péréquation de ressources entre les communes résidentielles et celles dotées de zones d'activité. 
L'intercommunalité ne reverse pas de dotation de solidarité communautaire (DSC) à ses communes membres.

## Projets et réalisations
Conformément aux dispositions légales, une communauté de communes a pour objet d'associer des « communes au sein d'un espace de solidarité, envue de l'élaboration d'un projet commun de développement et d'aménagement de l'espace ».
Santé
La CCPMF met en place en 2020 à Fresnes-sur-Marne son centre de santé intercommunal, le premier équipement intercommunal de ce type — et le troisième dans le département, avec les centres communaux de Saint-Fargeau-Ponthierry et de Mitry-Mory —  afin de lutter contre la désertification médicale.